# Filologia włoska
Filologia włoska, in. italianistyka (wł. italianistica) – filologia języka włoskiego; nauka o włoskiej kulturze, języku i literaturze; kierunek studiów uniwersyteckich.
Italianistyka może być działem filologii, jako filologia włoska. W jej ramach może dzielić się na specjalizacje językoznawczą, literaturoznawczą i kulturoznawczą. W ramach tych specjalizacji metody badań italianistycznych są zbieżne z metodami językoznawstwa, kulturoznawstwa lub literaturoznawstwa, a przedmiotem badań jest język lub kultura włoska. Językoznawstwo italianistyczne bada współczesne cechy języka włoskiego i jego ewolucję historyczną. Zajmuje się również funkcjami tego języka, sposobem jego odbioru i nauki jako języka obcego. Literaturoznawstwo włoskie metodami typowymi dla literaturoznawstwa ogólnego bada literaturę i szerzej – kulturę włoską – zarówno współczesną, jak i historyczną. Kulturoznawstwo włoskie bada kulturę i realia włoskie.
W ramach filologii włoskiej jako kierunku studiów wyróżniana bywa specjalizacja zawodowa – tłumaczeniowa i nauczycielska.